# Malamaal Weekly
Pour plus de détails, voir Fiche technique et Distribution.
Malamaal Weekly est un film indien réalisé par Priyadarshan, sorti en 2006. 

## Synopsis
Lahauli est un petit village rural agricole qui subit de plein fouet les changements climatiques et l'infertilité du sol qu'ils entraînent. La population, après s'être considérablement appauvrie, survit tant bien que mal et dans la bonne humeur. Karamkali est l'odieuse propriétaire des terres et impose ses conditions aux villageois. Son frère Baje est un mateur invétéré plutôt stupide. Balwant est un vendeur de lait peu scrupuleux (il coupe son lait à l'eau) qui a une fille, Sukhmani. Kanhaiya est un jeune homme qui a accepté de devenir l'homme à tout faire de Balwant dans le but de se rapprocher de sa fille. Les deux jeunes gens nouent un début d'idylle, mais le fortuné Baje convoite également Sukhmani et a fait une demande officielle de mariage. Bulwat a évidemment accepté cette union providentielle, laissant sa fille effondrée. Anthony est un vieux célibataire sans enfant, ivrogne. Lilaram, le seul à avoir fait des études et à être plus ou moins "instruit" au sein du village, était chargé de recenser la population de la communauté mais devant sa maladresse pour aborder les personnes sondées, il s'est mis à vendre des tickets de loterie parmi les habitants. Cependant, il n'est payé qu'à la commission, en cas de vente de tickets gagnants ! Les temps sont donc durs pour Lilaram et sa femme Tara. Et voilà qu'un beau jour, il apprend à la télé que parmi les tickets gagnants, il y a notamment un de ceux qu'il a fournis aux habitants du village, l'un d'entre eux va donc devenir l'heureux bénéficiaire de 10 000 millions de roupies ! Lilaram, chargé d'inscrire les noms des gagnants éventuels sur un tableau à l'entrée du village, décide de garder cette nouvelle pour lui afin d'empocher l'argent, tant il est convaincu être le seul à savoir le secret. Comme il ne sait pas à quelle personne il a vendu le billet sur les 105 qu'il possédait, il vend la chèvre adorée de sa femme pour organiser une fête à laquelle il conviera tous les détenteurs d'un ticket. Il ne lui restera plus qu'à dérober le coupon correspondant. Peine perdue, la fête passée, Lilaram a collecté 104 tickets, et celui qui manque est évidemment celui qu'il cherche ! Il se rappelle alors avoir vendu un billet à Anthony qui n'est pas venu à la fête. En se rendant chez lui, Lilaram le découvre devant son poste de télé, mort avec le ticket en main, probablement d'une crise cardiaque après l'annonce d'une telle nouvelle... Bulwat arrive à cet instant et pense alors que Lilaram l'a tué, avant que celui-ci ne lui explique tout. Ils entreprennent de faire disparaître le corps et de partager l'argent, et Kanhaiya les surprend et les rejoint dans le stratagème. Les voilà avec un cadavre sur les bras à faire disparaître...Ce qu'ils ne savent pas, c'est qu'ils vont désormais être confrontés à bien des péripéties pour espérer empocher le magot !

## Fiche technique
- Titre : Malamaal Weekly
- Titre original :
- Réalisation : Priyadarshan
- Scénario : Priyadarshan
- Pays d'origine : Inde
- Genre : bollywoodien

## Distribution
- Om Puri : Balwant (Balu)
- Ritesh Deshmukh : Kanhaiya
- Reema Sen : Sukhmani (Sukhi)
- Rajpal Yadav : Baj « Bajey » Bahadur
- Paresh Rawal : Lilaram (Lila)